# Autevielle-Saint-Martin-Bideren
Autevielle-Saint-Martin-Bideren település Franciaországban, Pyrénées-Atlantiques megyében. Lakosainak száma 213 fő (2022. január 1.). Autevielle-Saint-Martin-Bideren Sauveterre-de-Béarn, Abitain, Arbouet-Sussaute, Athos-Aspis, Guinarthe-Parenties és Osserain-Rivareyte községekkel határos.

## Népesség
A település népességének változása:
| Lakosok száma | 221  | 218  | 215  | 205  | 205  | 203  | 201  | 207  | 213  |
|               | 2013 | 2015 | 2016 | 2017 | 2018 | 2019 | 2020 | 2021 | 2022 |